# Cesare Bonetti
Cesare Bonetti (Fiorenzuola d'Arda, 10 marzo 1888 – Milano, 14 maggio 1956) è stato un sollevatore italiano.

## Biografia
Nato nel 1888 a Fiorenzuola d'Arda, in provincia di Piacenza, gareggiava nella classe di peso dei pesi leggeri (67.5 kg).
A 36 anni partecipò ai Giochi olimpici di Parigi 1924, nei pesi leggeri, chiudendo 13º con 392.5 kg totali alzati, dei quali 60 nello strappo ad una mano, 70 nello slancio ad una mano, 80 nella distensione lenta, 77.5 nello strappo e 105 nello slancio.
Morì a 68 anni, nel 1956.